# جوديث لينوكس
جوديث لينوكس (بالإنجليزية: Judith Lennox)‏ هي مؤلفة وكاتِبة بريطانية، ولدت في 19 يناير 1953 في سالزبوري في المملكة المتحدة.

## وصلات خارجية
- الموقع الرسمي
- جوديث لينوكس على موقع ميوزك برينز (الإنجليزية)